# Jardí botànic de Chelsea

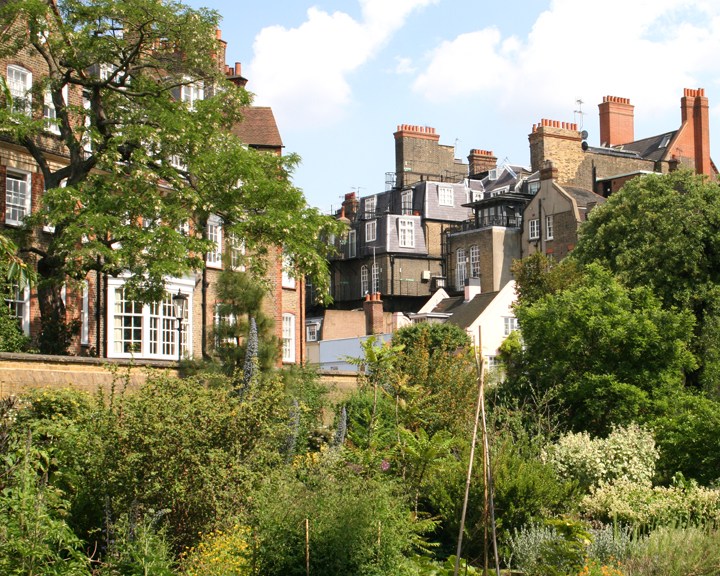
El jardí amb la casa al fons

El jardí botànic de Chelsea, en anglès: Chelsea Physic Garden va ser establert com a Apothecaries' Garden a Londres, Anglaterra el 1673. (La paraula "Physic" aquí fa referència a la ciència de guarir.) És el segon jardí botànic més antic del Regne Unit essent el primer el University of Oxford Botanic Garden, el qual es va fundar el 1621.
És un jardí de rocalla i el més antic dels anglesos dels dedicats a plantes alpines. Hi ha l'olivera que dona olives més grossa de la Gran bretanya protegida per parets altes de maó que emmagatzemen calor i encarada al sud. També hi ha una vinya que fructifica en les mateixes condicions que l'olivera. Fins a l'any 1983 no es va obrir al públic en general. És membre del Museus de salut i medicina de Londres.

## Història
Primer es va establir en un lloc cedit per Sir John Danvers. La casa del jardí anomenada Danvers House, havia pertangut a Sir Thomas More. Danvers House va ser enderrocada el 1696 per a construir el carrer Danvers.